# 能登鹿島駅
能登鹿島駅（のとかしまえき）は、石川県鳳珠郡穴水町曽福（そぶく）にある、のと鉄道七尾線の駅である。
桜（さくら）の名所であることから「能登さくら駅」という愛称があり、花見シーズンには観光名所となる。この桜は1932年（昭和7年）の駅開業を祝って地元住民がホーム沿いにソメイヨシノを植えたのが始まりで、約110本が春になると「桜のトンネル」をつくる。夜桜が咲く頃にはぼんぼり、提灯の点灯とライトアップが行なわれる。
1999年（平成11年）、第1回中部の駅百選の一つに選ばれた。

## 歴史
- 1932年（昭和7年）8月27日：鉄道省（国鉄）七尾線能登中島駅 - 穴水駅間延伸と同時に開業[2][8]。旅客及び貨物取扱を開始[13]。
- 1960年（昭和35年）4月1日：貨物の取扱を廃止[14]。
- 1972年（昭和47年）3月15日：荷物扱い廃止[15]。無人駅化[14][16]。
- 1987年（昭和62年）4月1日：国鉄分割民営化により西日本旅客鉄道（JR西日本）の駅となる[8]。
- 1988年[11]（昭和63年）2月19日：現在の駅舎が竣工し、能登さくら駅の愛称が付けられる。
- 1991年（平成3年）9月1日：七尾線和倉温泉駅 - 輪島駅間がのと鉄道に転換され、同社の駅となる[8][14]。

## 駅構内
相対式ホーム2面2線を有し、列車交換が可能な地上駅である。上りホーム側に駅舎があり、下りホームへは穴水駅寄りの構内踏切で連絡している。終日無人駅。また、駅舎は待合室のみで、自動券売機は設置されていない。

### のりば
| ホーム | 路線    | 方向 | 行先           |
| ------ | ------- | ---- | -------------- |
| 駅舎側 | ■七尾線 | 上り | 七尾・金沢方面 |
| 反対側 | ■七尾線 | 下り | 穴水行き       |

※案内上ののりば番号は設定されていない。

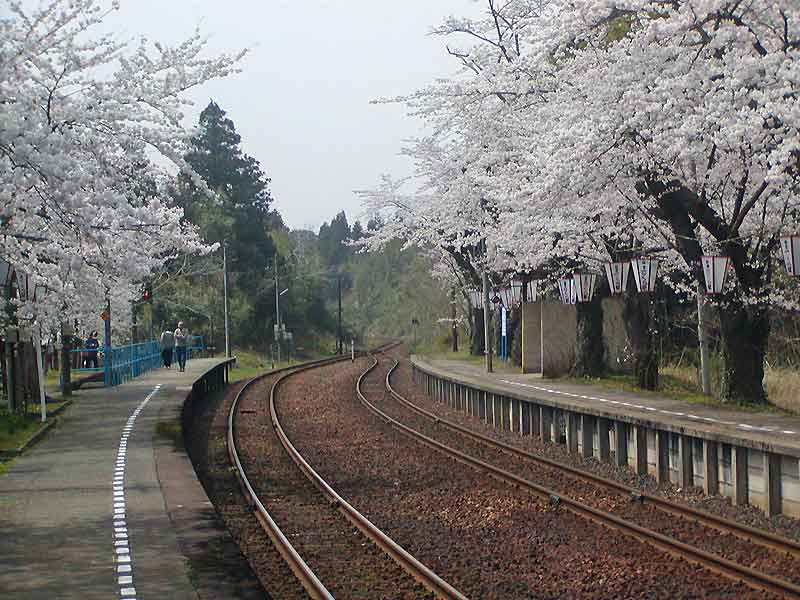
構内（2006年4月、桜の季節）
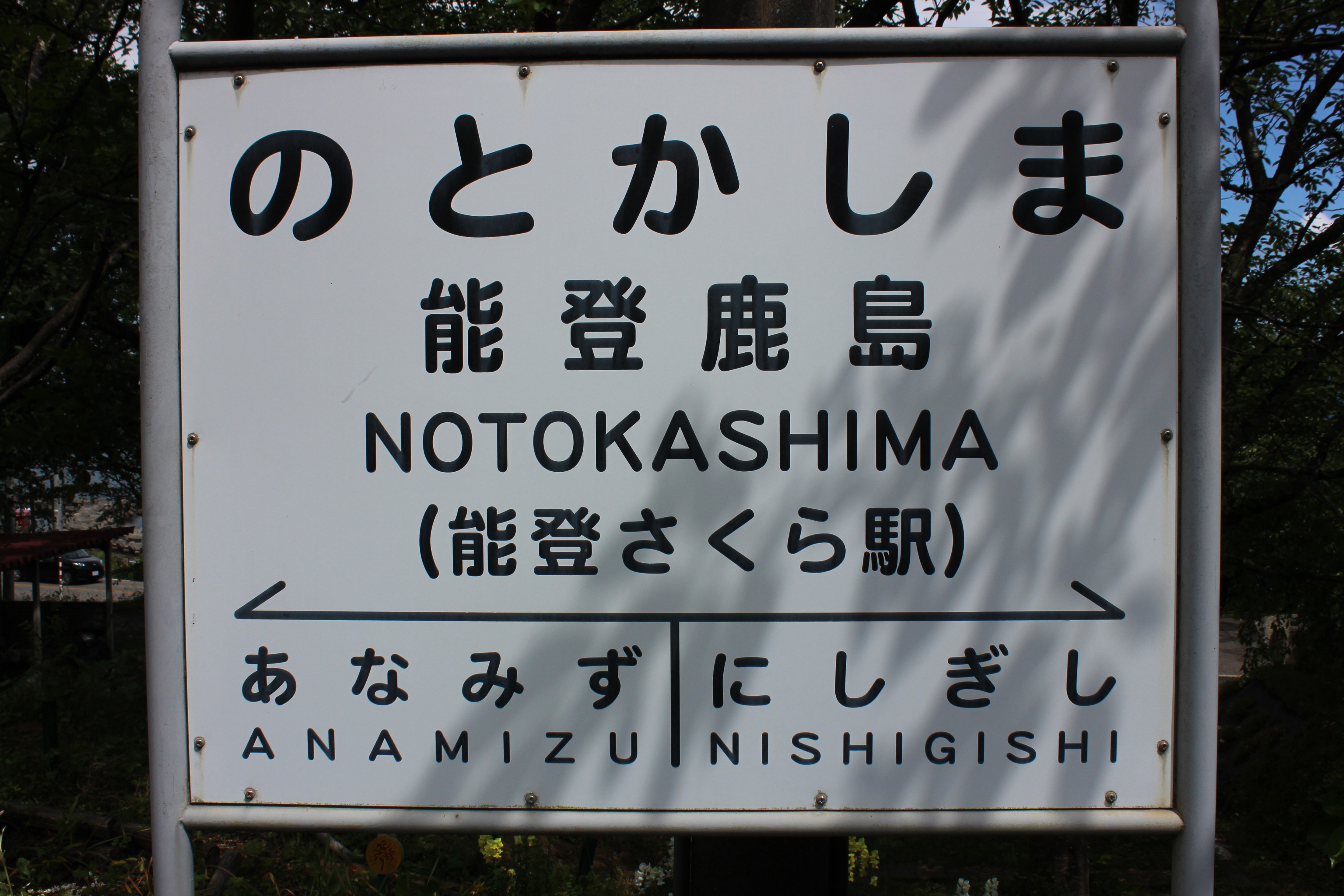
駅名標（2020年6月、汎用仕様）
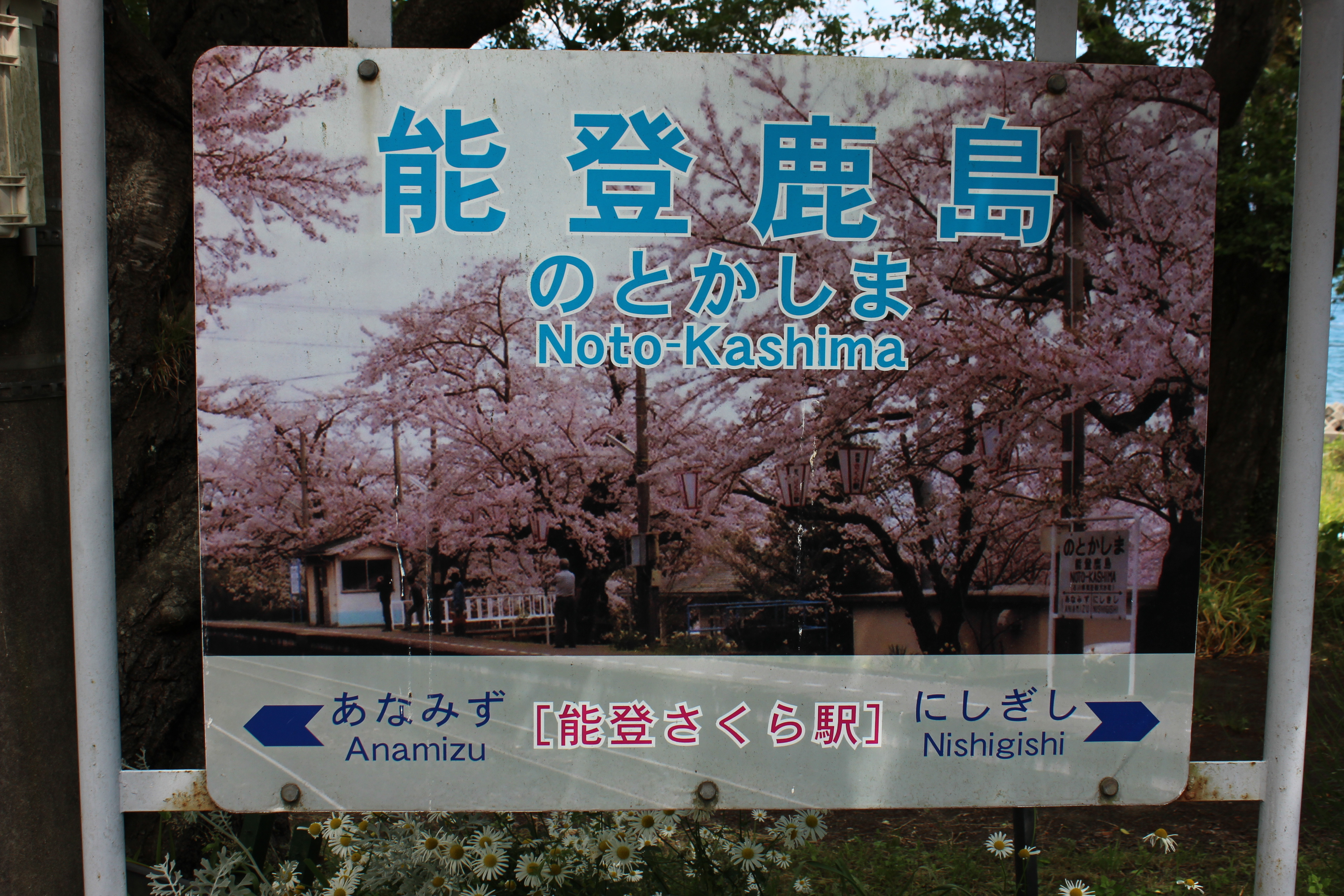
駅名標（2020年6月、背景が桜の写真となっている）

## 駅周辺
- 国道249号
- 北鉄奥能登バス能登鹿島停留所
- 穴水湾[4]（七尾湾に含まれる七尾北湾[11]の一部）

## その他
2021年5月21日にNHK総合にて放送された『ドキュメント72時間』「能登半島 桜咲く無人駅で」では、当駅を舞台に撮影が行われた。

## 隣の駅
のと鉄道
■七尾線
西岸駅 ‐ 能登鹿島駅 ‐ 穴水駅